# Андерсон, Мёрфи
Мёрфи Андерсон (англ. Murphy Anderson; 9 июля 1926 — 22 октября 2015) — американский художник комиксов. Наиболее известен работами в DC Comics.

## Ранние годы
Андерсон родился 9 июля 1926 года в Ашвилле. Когда он учился в начальной школе, семья переехала в Гринсборо. Окончив среднюю школу в 1943 году, Андерсон некоторое время посещал Университет Северной Каролины, но затем переехал в Нью-Йорк в поисках работы в индустрии комиксов. Он устроился штатным художником в издательстве комиксов Fiction House.

## Личная жизнь
У Андерсона есть жена Хелен, две дочери Софи и Мэри и сын Мёрфи III.

## Награды и признание
Андерсон выигрывал несколько премий Alley Award в 1960-х годах. В 1984 году он получил награду Inkpot Award.
Мёрфи попал в несколько Залов славы.
Сайт ComicBook.com назвал Андерсона одним из лучших художников комиксов о Супермене за всё время.